# ملعب 28 مارس
ملعب بنغازي ، هو الملعب الرئيسي في مدينة بنغازي، أسس الملعب سنة 1967م تزامنا مع تأسيس ملعب طرابلس (ملعب 11 يوليو سابقا)، وقد أُسس الملعبين في فترة كانت ليبيا في مرحلة بناء عمراني مستمر وكان للرياضة حصة في هذا المخطط العمراني. وخاصة أن طرابلس وبنغازي كانتا المدينتان ذات الثقل الرياضي الأكبر في ليبيا، حيث يتواجد في المدينتين أكبر الاندية الليبية وقد اشترط السيد الملك ادريس ملك ليبيا بحنكته وحكمته أن يكون الملعبين متطابقين من حيث التصميم ولذلك تم بناء الملعبين من مخطط واحد. وقد فسر القائمون عن العمل والناشطين في المجال الرياضي أن سبب اصرار الملك علي ذلك يرجع الي محبته للمدينتين، وحتي لا يكون هنال تفرقة وحاسسية بين شباب المدينتين وذلك دل علي مقدار عدل ذلك الرجل.
عرف الملعب علي انه الملعب الرئيسي لنوادي مدينة بنغازي الاهلي بنغازي والنصر وقد خيضت مباريات محلية ودولية كثيرة علي ارضيته.

## تاريخ
لم يحظا الملعب بالصيانة اللازمة فمنذا تأسيسه عام 1967، ولم يدخل الملعب في صيانة حقيقية وذلك نظرًا لعدم اهتمام الزعيم السابق معمر القذافي وحكومته بالرياضة في ليبيا حتى أن بعض المدرجات كان يمنع دخول الجماهير اليها، وذلك بسبب عدم سلامتها ومعرضة للخطورة، فكان القائمون علي الملعب يخافون من دخول جماهير كثيرة إليها وخاصة في مباريات الاهلي بنغازي أوالنصر خوفًا من عواقب وخيمة وبدا الأمر يتطورتدريجيا شيئًا فشيئًا حتى أصبح الملعب غير صالح لخوض المباريات فتم إصدار قرار بأدخال الملعب الي طور الصيانة منذ اربع سنوات وحتي اليوم لم تنته عمليات الصيانة بل حتى لم يتم الدخول فيها فعليًا.
أغلق ملعب المدينة الرياضية لغرض الصيانة في 2007. حيث شرح مكتبان استشاريان بوجود تصدعات وتشققات في الهياكل الخرسانية ونتيجة لذلك لا يمكن السماح باستعمالها وفق مبادئ السلامة العامة.
وفي 2009، تم إغلاق الملعب رسميا لصيانة كامل المدينة الرياضية وبناء ملعب جديد مسقوف يتسع لـ45,000 متفرج بعد تهديم القديم. توقفت الأعمال بشكل تام عقب اندلاع الحرب الأهلية الليبية سنة 2011 في المنطقة، حيث توقفت في ليبيا مشاريع عدة أبرزها صيانة وتهيئة المدينة الرياضية في بنغازي

## تسمية الملعب
كان الملعب يعرف باسم 28 مارس نسبة الي اجلاء القواعد العسكرية البريطانية من ليبيا في ذلك التاريخ،.

## التسمية الجديدة للملعب.
بعد قيام 17 فبراير قرر شباب مدينة بنغازي أن يغيروا اسم الملعب الي اسم جديد وقد اختارو للملعب رسميا مسمي (ملعب 19 مارس) وذلك المدينة الذين سقطوا يوم 19 مارس 2011 إبان ثورة 17 فبراير، وأصبح دارجا لدى الناس المسمى الجديد حتى انه لم يبدي أحد معارضته للمسمي الجديد الذي اختاره شباب المدينة وأبناء اندية المدينة ومن المتوقع مستقبلا أن يتم البدء في بناء وصيانة الملاعب ومن بينها (استاد الملك ادريس السنوسي) ليصبح من الملاعب الكبيرة في ليبيا وشمال أفريقيا وان يتم صيانة الملعب و إعادة بناء الملعب ليتوافق مع الميزات العالمية الكبري

## وصلات خارجية
- Photo at worldstadiums.com